# Viola philippica
Viola philippica Cav. – gatunek roślin z rodziny fiołkowatych (Violaceae). Występuje naturalnie w Indiach, Kambodży, Laosie, Wietnamie, Malezji, Indonezji (w Kalimantanie, na Sumatrze, Jawie, Celebes, Małych Wyspach Sundajskich i Molukach), na Nowej Gwinei, Filipinach, Tajwanie, w Chinach (w prowincjach Anhui, Fujian, Hajnan, Henan, Guangdong, Kuejczou, Hebei, Heilongjiang, Hubei, Jiangsu, Jilin, Liaoning, Shaanxi, Szantung, Shanxi, Syczuan, Junnan i Zhejiang, a także w regionach autonomicznych Kuangsi i Mongolia Wewnętrzna), Mongolii, Rosji (w Kraju Nadmorskim i obwodzie amurskim), na Półwyspie Koreańskim oraz w Japonii. 

## Morfologia
PokrójBylina dorastająca do 4–14 cm wysokości, tworzy kłącza.
LiścieBlaszka liściowa ma owalnie trójkątny lub podługowato lancetowaty kształt. Mierzy 1,5–4 cm długości oraz 0,5–1 cm szerokości, jest karbowana na brzegu, ma sercowatą nasadę i tępy wierzchołek. Ogonek liściowy jest nagi i ma 10–20 mm długości. Przylistki są równowąsko lancetowate.
KwiatyPojedyncze, wyrastające z kątów pędów. Mają działki kielicha o owalnie lancetowatym kształcie i dorastające do 5–7 mm długości. Płatki są podługowato odwrotnie jajowate, mają jasnofioletową barwę oraz 10–12 mm długości, dolny płatek jest odwrotnie jajowaty, mierzy 13-20 mm długości, posiada obłą ostrogę o długości 4-8 mm.
OwoceTorebki mierzące 5-12 mm długości, o podługowatym kształcie.

## Biologia i ekologia
Rośnie na łąkach i skarpach. 